# فوروختا
فوروكتا (Ворохта) هي مدينة في مقاطعة إفانو-فرانكيفسكا في أوكرانيا.